# جاك د. كراوتش
جاك د. كراوتش (بالإنجليزية: Jack D. Crouch)‏ هو صاحب مطعم ورائد أعمال أمريكي، ولد في 22 أكتوبر 1915 في الولايات المتحدة، وتوفي في 25 يوليو 1989.